# Kara śmierci we Francji

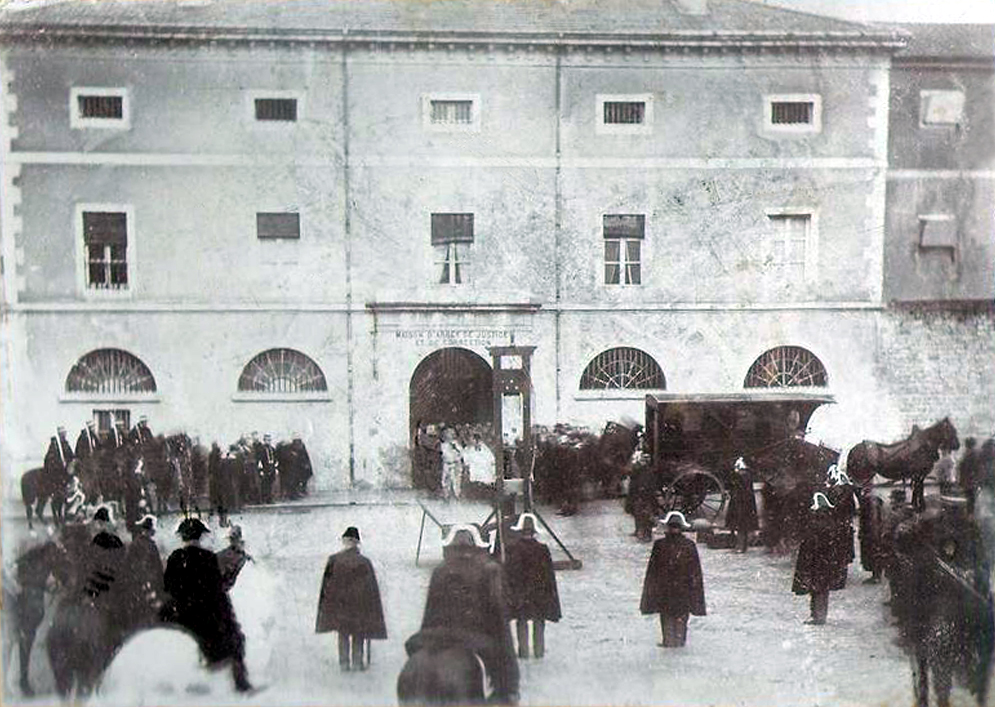
Publiczna egzekucja na gilotynie w roku 1879

Kara śmierci figurowała w prawie francuskim praktycznie od czasów powstania państwa aż do roku 1981, kiedy to została oficjalnie zniesiona (ostatni wyrok wykonano w roku 1977).
Dawniej, przed wybuchem Wielkiej Rewolucji Francuskiej, śmiercią karane były rozmaite przestępstwa. Wyroki też wykonywano różnymi sposobami. Przykładowo skazanym na najwyższy wymiar kary można było być za herezję i drobniejsze wykroczenia natury politycznej, społeczne lub moralnej.
Jednym z najgłośniejszych egzekucji przed Rewolucją było stracenie Jana Calasa w XVIII wieku. Został on skazany za morderstwo swego syna, choć wina jego była wątpliwa. Mimo to katolickich sędziów nieprzychylnie do oskarżonego nastawiła jego protestancka wiara. Calas został łamany kołem (dość powszechna metoda aż do schyłku wieku), a jego sprawa dała Wolterowi, przeciwnikowi kary śmierci, asumpt do napisania słynnego Traktatu o tolerancji.
Przed wielkim zrywem społecznym, w królewskiej Francji ludzie byli wieszani, ścinani (różne klasy, mieczem albo toporem), paleni na stosie i łamani kołem (jeszcze tuż przed rewolucją wykonywano kilkadziesiąt takich egzekucji rocznie).
Po dojściu rewolucjonistów do władzy pojawił się nawet wniosek, aby znieść karę śmierci całkowicie. Późniejszy wódz czasu Wielkiego Terroru, Maksymilian Robespierre, był gorącym orędownikiem tego projektu, który upadł, choć ustalono, że tylko morderstwo i zdrada będą karane po gardle. 
Początkowo wyroki w nowej sytuacji politycznej wykonywano na starą modłę, dopóki deputowany z Paryża i chirurg, doktor Joseph Ignace Guillotin nie wystąpił z projektem ustawy, w myśl której wszystkie wyroki miałby być wykonywane humanitarnie i demokratycznie (przez ścięcie głowy). Tu z kolei kat Charles Henri Sanson wystąpił z protestem. Ostrze jego miecza, jak argumentował, tępiło się przy każdej dekapitacji, co przysparzało ofiarom tylko niepotrzebnych cierpień. Guillotin zaproponował więc, powołując się na istniejące wcześniej urządzenia we Francji i na świecie, skonstruowanie maszyny do obcinania głów. W końcu projekt przyjęto i doktor Antoine Louis zaprojektował narzędzie egzekucji, zwane początkowo od jego imienia, „Louisettą”, ale rychło przechrzczoną na gilotynę, wbrew rozpaczliwym protestom pomysłodawcy, który z jej skonstruowaniem nie miał nic wspólnego.
Gilotyna zdobyła ponurą sławę podczas wielkiego terroru. Ale mimo to w okresie rządów Napoleona, restauracji, monarchii orleańskiej, nowej Republiki, II cesarstwa i kolejnych Republik, kontynuowała działalność. Wyroki cywilne odtąd (np. za morderstwo) wykonywano właśnie na niej, a rozstrzeliwano za przestępstwa przeciwko bezpieczeństwu państwa (np. Mata Hari w czasie I wojny światowej).
W 1916 roku miała miejsce w Tours jedyna zarejestrowana we Francji „spartaczona” egzekucja na gilotynie (stracony został wówczas morderca Louis Lefevre).
Ostatnia publiczna egzekucja w kraju odbyła się 17 czerwca 1939 roku, kiedy w Wersalu zgilotynowano Eugène'a Weidmanna. Egzekucja wywołała skandal, gdyż została dokładnie sfotografowana przez przyczajonych na dachu pobliskiego domu reporterów. Wówczas prezydent Albert Lebrun zadecydował o zniesieniu publicznych egzekucji.
W czasie II wojny światowej wiele osób zostało rozstrzelanych bez sądu, ale gilotyna kontynuowała działalność pod rządami reżimu Vichy. Również Wolna Francja stosowała karę śmierci (ale raczej od kuli i prochu) na kontrolowanych przez siebie terenach. Od roku 1943 do 1946 nie wykonano żadnego wyroku na gilotynie, aczkolwiek po wyzwoleniu wielu kolaborantów zostało rozstrzelanych, m.in. premier rządu Vichy Pierre Laval. Pierwszym straconym po dłuższej przerwie przez ścięcie był morderca Marcel Petion 25 maja 1946. Ostatnią kobietą, na której wykonano wyrok śmierci w tym kraju była Germaine Godefroy w Angers 22 kwietnia 1949.
W okresie V Republiki odbyły się ostatnie egzekucje:
- Za rządów gen. Charles’a de Gaulle’a (1959-1969) stracono na gilotynie 13 osób. Prezydent ułaskawił 18 lub 19 skazańców, ale jeden z nich, Jean-Laurent Olivier, odmówił jego przyjęcia i został stracony jako ostatni z nich w roku 1969. Prócz tego rozstrzelano kilku członków OAS (ostatnim był w 1963 podpułkownik Jean-Marie Bastien-Thiry, zamachowiec na życie prezydenta)
- Prezydent Georges Pompidou ułaskawił wszystkich skazanych, z wyjątkiem trzech
- Za kadencji Valéry’ego Giscarda d’Estainga wykonano trzy ostatnie wyroki. Ostatnim straconym był tunezyjski imigrant Hamida Djandoubi (10 września 1977, Marsylia)

Kara śmierci została zniesiona na wniosek nowego socjalistycznego prezydenta Francois Mitterranda i ministra Roberta Badintera we wrześniu roku 1981 przeważającą większością głosów członków obu izb parlamentu. Dziś praktycznie nie ma szans na jej przywrócenie, jednak ideę taką popierają niektórzy konserwatywni politycy, jak Jean-Marie Le Pen, Alain Madelin czy Yves-Marie Adeline.